# Geografie astronomică
Geografia astronomică este o ramură a geografiei și a astronomiei care studiază stelele și planetele după caracteristici geografice iar cei care se ocupă de studiul lor sunt geografii și astronomii, care studiază planetele.